# Marco (medida)
Marco é uma antiga unidade de medida de massa, que corresponde a 8 onças e que foi usado em toda a Europa e em outras regiões do mundo sob influência europeia. Era nomeadamente usado na Europa Medieval como peso padrão para lingotes de prata. 
Na idade média portuguesa, coexistiram dois importantes marcos, um de 228.9 g, conhecido como marco de Colonha, por ser uma variante do marco de Colónia, e outro de 246.5 g, conhecido como marco de mercearia ou marco de Tria, por ser uma variante do marco de Troyes. O primeiro era usado predominantemente para os metais preciosos e a cunhagem de moeda. O segundo, abolido por Dom João II em 1488, era usado predominantemente para a mercearia e o haver-de-peso. No sistema de pesos reformado por D. Manuel I, o qual se manteve em utilização até ao século XIX, o arrátel era igual a 2 marcos de Colonha ou 457.8 g. Entre o século XVII e o século XVIII, o valor do marco português aumentou ligeiramente, para 229.5 g, a que correspondia um arrátel de 459 g.